# Pentateucha curiosa
Pentateucha curiosa är en fjärilsart som beskrevs av Swinhoe. Pentateucha curiosa ingår i släktet Pentateucha och familjen svärmare. Inga underarter finns listade i Catalogue of Life.